# Epigrus
Epigrus is een geslacht van weekdieren uit de klasse van de Gastropoda (slakken).

## Soorten
- Epigrus columnaria (May, 1911)
- Epigrus cylindraceus (Tenison-Woods, 1878)
- Epigrus insularis W.R.B. Oliver, 1915
- Epigrus obesus Laseron, 1956
- Epigrus truncatus Laseron, 1956